# Stosswihr
Stosswihr – miejscowość i gmina we Francji, w regionie Grand Est, w departamencie Górny Ren.
Według danych na rok 1990 gminę zamieszkiwało 1276 osób, a gęstość zaludnienia wynosiła 48 osób/km² (wśród 903 gmin Alzacji Stosswihr plasuje się na 216. miejscu pod względem liczby ludności, natomiast pod względem powierzchni na miejscu 29.).